# Плавун Валентина Олександрівна
Валентина Олександрівна Плавун (нар. 11 березня 1963, м. Київ) — живописець та художник театру, член Національної спілки художників України та Національної спілки театральних діячів України.

## Біографія та навчання
Народилася в Києві.
У 1981 році закінчила Державну художню середню школу імені Тараса Шевченка, у 1991 — Націона́льну акаде́мію образотво́рчого мисте́цтва і архітекту́ри факультет живопису, театрально-декораційне відділення. Закінчила театрально-декораційне відділення майстерні Лідера Данила Даниловича.
Мати трьох дітей. Син Валентин (1986 р.н) — театрознавець, донька Катерина (1998 р.н.) — режисер, донька Марія (2004 р.н.) — навчається в ДХСШ, майбутній художник.

### Професійна діяльність
З 1991 року працює художником-постановником у Національному академічному театрі російської драми імені Лесі Українки (нині Національний академічний драматичний театр імені Лесі Українки). Працювала над виставами у Київському академічному театрі драми і комедії на лівому березі Дніпра та Київському академічному театрі «Колесо».
З 2010 року є членкинею Національної спілки художників України та Національної спілки театральних діячів України.
Картини Валентини Плавун стали обкладинками двох номерів інформаційно-аналітичного, культурологічного молодіжного журналу «Стіна» у 2019 та 2020 роках.
У своїх роботах досліджує внутрішній світ людини та психологічний вплив портрету.
Мисткиня бере активну участь у вітчизняних і міжнародних виставках, аукціонах та конкурсах, її роботи зберігають у приватних колекціях в Україні, Німеччині, Австрії.
27 лютого 2021 року, у день 190-річчя від дня народження художника, у Плисках біля Ніжина, відкрили пам'ятний камінь-валун з гранітною плитою, присвячений пам'яті Миколі Ге. Однією з організаторок вшанування стала Валентина Плавун.

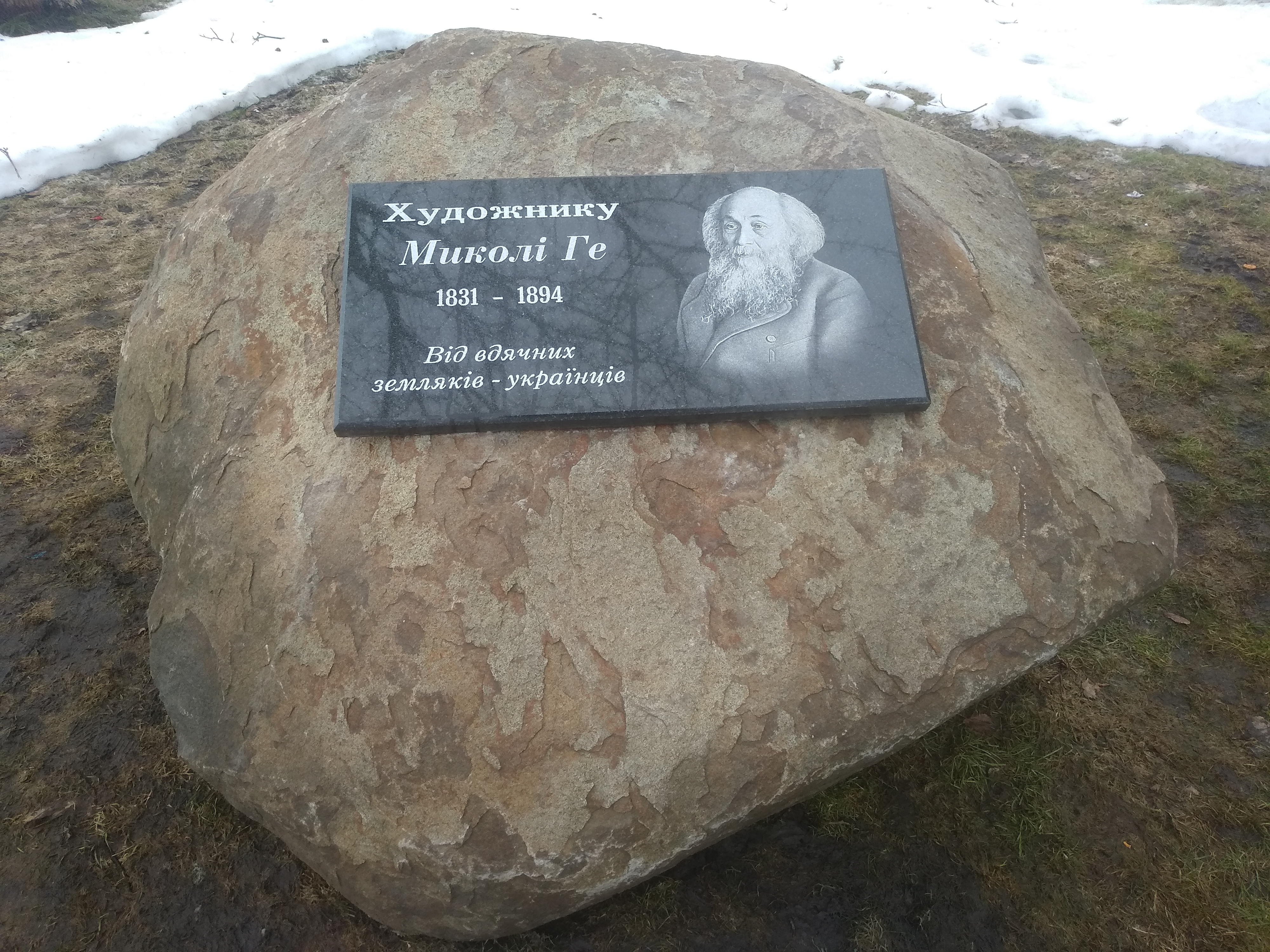
Пам'ятний камінь Миколі Ге

Наприкінці 2023 року у Німецькому театрі Мюнхена відбулась виставка художниці «Краса попри війну».

### Художник театру
Художник по костюмах в Театрі імені Лесі Українки:
- "Фальшивка" (2024)
- «Ігри на задньому подвір'ї» Е. Мазії (відновлення 2019)
- «Різдвяні марева» Н. Птушкіної (2018)
- «Дерева помирають стоячи» А. Касони (2018)
- «Що трапилось у зоопарку» Э. Олбі (2018)
- «Ціна» А. Міллера (2017)
- «Ворог народу (Лікар Стокманн)» Г. Ібсена (2017)
- «Антігона» Ж. Ануя (2017)
- «Скамейка» О. Гельмана (2016)
- «Вітер шумить в тополях» Ж. Сіблейраса (2016)
- «Всі ми родом із дитинства» Ю. Яковлєва (2016)
- «Жінка минулих часів» Р. Шиммельпфенніга (2015)
- «Клавдія Шульженко. Старовинний вальс» О. Гаврилюк та О. Когут (2014)
- «Янголятко, або Сексуальні неврози наших батьків» Л. Бэрфуса (2009)
- «Шлюби укладаються на небесах» за Л. Толстим (2005)
- «Насмішкувате моє щастя» Л. Малюгіна (2003)
- «Пізанська вежа» Н. Птушкіної (1999)

### Портрети
- Кадочникова Лариса Валентинівна
- Басалаєва Євгенія Олександрівна
- Краєвська Віталіна та Лілія
- Рибікова Алла
- Вольний Володимир

### Творчі  виставки та  експозиції
- 2010 — Персональна виставка в Академічному театрі Колесо.
- 2010 — Виставка сценографії і костюмів, в залах Національного музею «Київська картинна галерея».
- 2012 — Всеукраїнська виставка «Театр без Театра», в залах Інституту проблем сучасного мистецтва.
- 2013 — Всеукраїнська Різдвяна виставка, в залах Національна спілка художників України.
- 2014 — Виставка до дня художника, в залах НСХУ.
- 2015 — Всеукраїнська виставка «Портрет».
- 2015 — Персональна виставка в Національному Академічному Театрі ім. Лесі Українки.
- 2016 — Персональна виставка живопису в Національному музеї медицини України.
- 2016 — Виставка «Портрет» в художній галереї Митець
- 2016 — Виставка Трієнале сценографії імені Данила Лідера в Національному музеї російського мистецтва.
- 2016 — Всеукраїнська різдвяна виставка в залах Національної Спілки Художників України.
- 2017 — Всеукраїнська різдвяна виставка в залах НСХУ.
- 2018 — Виставка «Жіночого портрету» в залах НСХУ.
- 2018 — Ювілейна виставка випускників Академії мистецтв України в залах НСХУ.
- 2019 — Ювілейна виставка, до 50-річчя Національної Спілки Художників України.
- 2019 — Трієнале театральних художників ім. Данила Лідера.
- 2020 — Виставка «Погляд скрізь лаштунки» куратор Ірина Акімова. Музей Історії Києва.
- 2020 — Виставка «Дві іпостасі», в Музей історії Києва.[6][7][8]